# Álvaro Salas

Álvaro Reinaldo Salas Carvajal (né le 27 décembre 1952 à Valparaíso) est un humoriste et animateur de télévision chilien.

## Filmographie
- Show de goles (UCV TV)
- 1992-1996: Una Vez Más (Canal 13)
- 1991-2002: Video Loco (Canal 13) : Animateur
- 1995-2001: Viva el Lunes (Canal 13) : Animateur (avec Cecilia Bolocco et Kike Morandé)
- 2001: El Lunes sin Falta (Canal 13) : Animateur (avec Raúl Alcaíno)
- 2001-2007: La Movida del Festival (Canal 13) : Animateur
- 2003-2007: Vértigo (Canal 13) : Animateur (avec Luis Jara)
- 2008-2009: Animal Nocturno (TVN) : Humoriste
- 2008-2010: Buenos días a todos (TVN) : Humoriste
- 2009: Todos a coro (TVN) : Juge
- 2010-2012: Mucho gusto (Mega) : Humoriste
- 2011: Salas de juego (Mega) : Animateur (avec Mariana Derderián)
- 2011-2012: Yo soy… (Mega) : Juge
- 2011-2013: Coliseo Romano (Mega) : Juge (2011-2012) / Animateur (2012-2013)